# Eumorphometra
Genre
Eumorphometra est un genre de comatules abyssales antarctiques, de la famille des Antedonidae.

## Liste d'espèces
Selon World Register of Marine Species (3 avril 2015) :
- Eumorphometra aurora John, 1938 -- Antarctique (177-220 m de profondeur)
- Eumorphometra concinna Clark, 1915 -- Antarctique (380-400 m de profondeur)
- Eumorphometra fraseri John, 1938 -- Antarctique (~400 m de profondeur)
- Eumorphometra hirsuta (Carpenter, 1888)~ -- Antarctique (~250 m de profondeur)
- Eumorphometra marri John, 1938 -- Antarctique (490-610 m de profondeur)

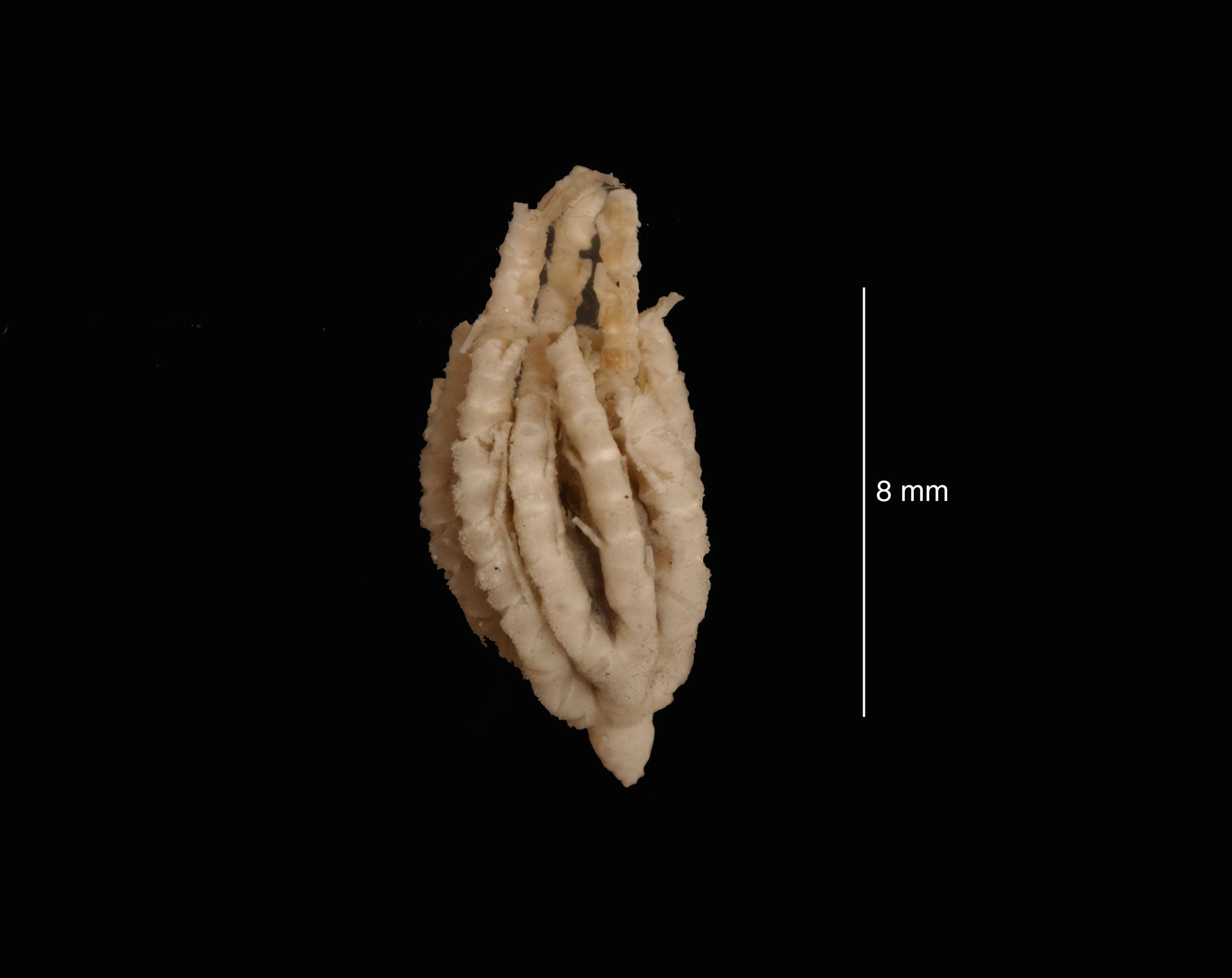
Eumorphometra concinna
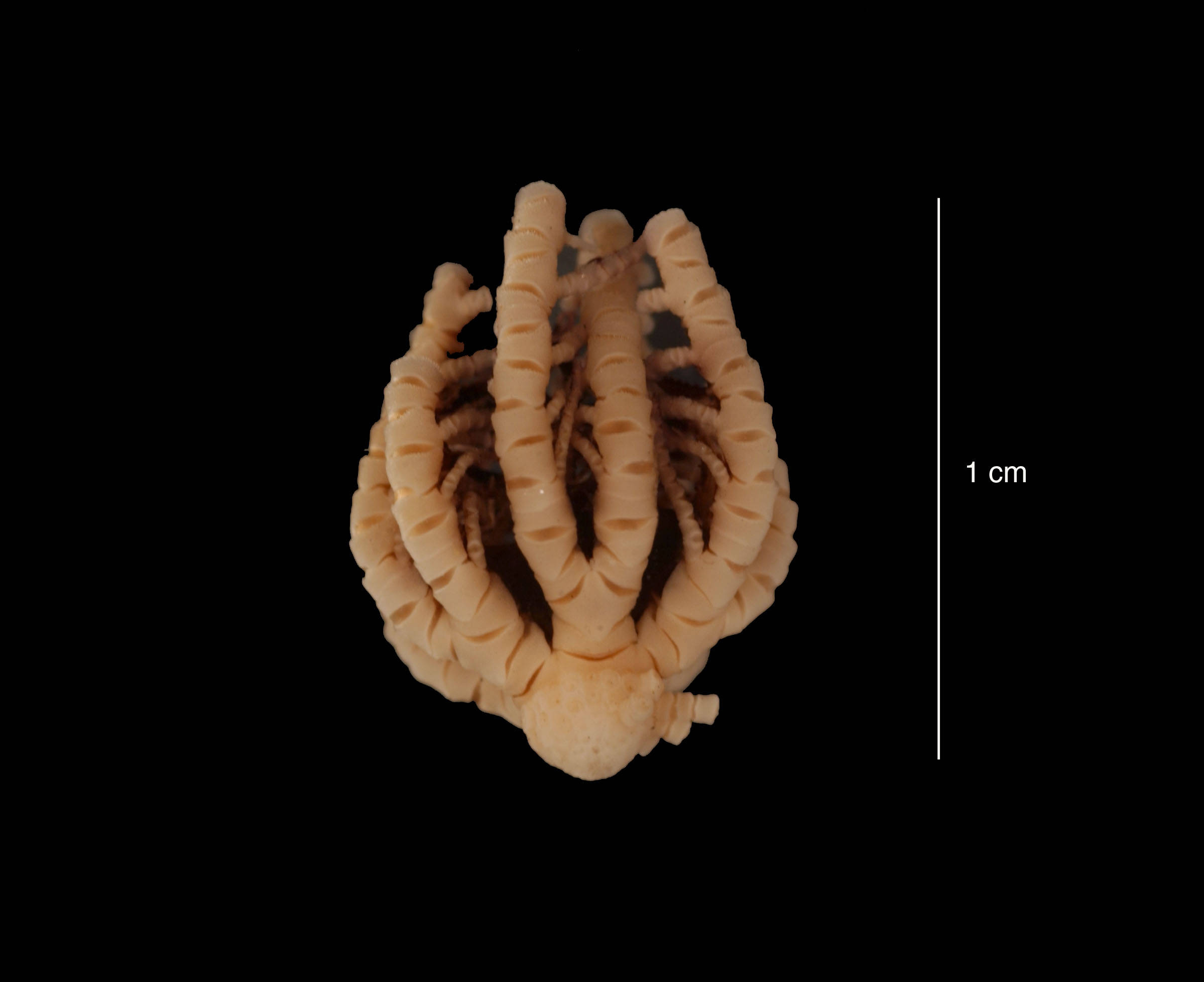
Eumorphometra marri